# فولفغانغ أماديوس موزارت
فولفغانغ أماديوس موزارت (27 يناير 1756 – 5 ديسمبر 1791) ملحن ومؤلف موسيقي نمساوي يعتبر من أشهر العباقرة المبدعين في تاريخ الموسيقى رغم أن حياته كانت قصيرة، فقد مات عن عمر يناهز الـ 35 عاماً بعد أن نجح في إنتاج 626 عمل موسيقي. قاد أوركسترا وهو في السابعة من عمره.

## سيرته
رزق ليوبولد وزوجته آنا ماريا موزارت بولدهما أماديوس، ,وله أخت واحدة اسمها «نانيرل» (1751-1829م). تم تعميده في اليوم التالي لميلاده بكنيسة روبرتس.
والده كان مفوضاً لإدارة الأوركسترا لدى رئيس الأساقفة في سالزبورغ، وهو يعتبر مؤلفاً موسيقياً ثانوياً. كما كان معلماً خبيراً، ففي العام الذي ولد فيه كان والده قد ألّف كتابًا ناجحًا عن آلة الكمنجة. لم يتعلم موزارت الأب في حياته سوى الموسيقى، وكانت أسرته فقيرة لذلك لم يعالجوه من الفشل الكلوي أو الحمى.

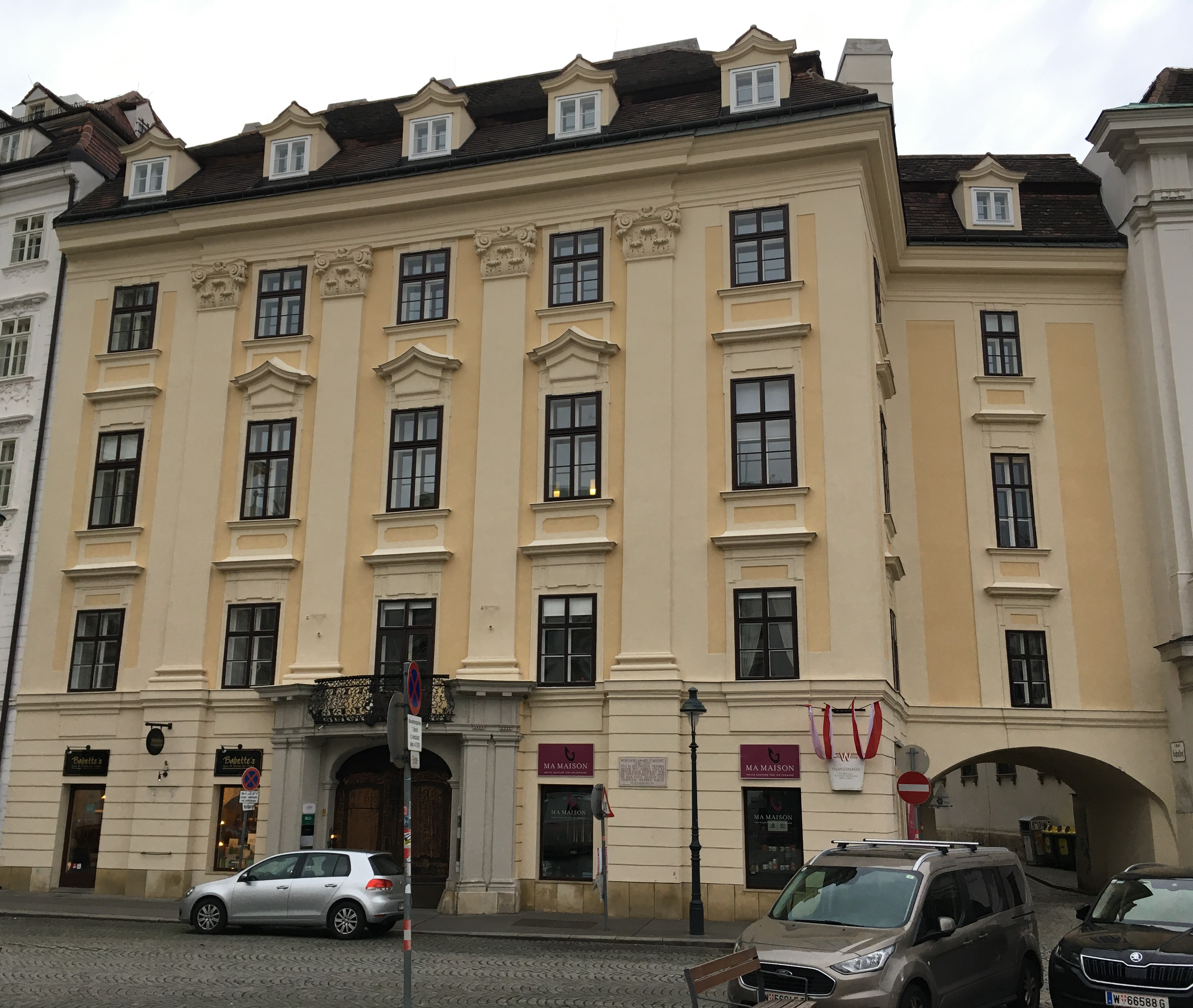
قصر كولاتيو في فيينا، حيث كان أول ظهور موسيقي علني لموتسارت يوم 2 تشرين أول/أكتوبر 1762

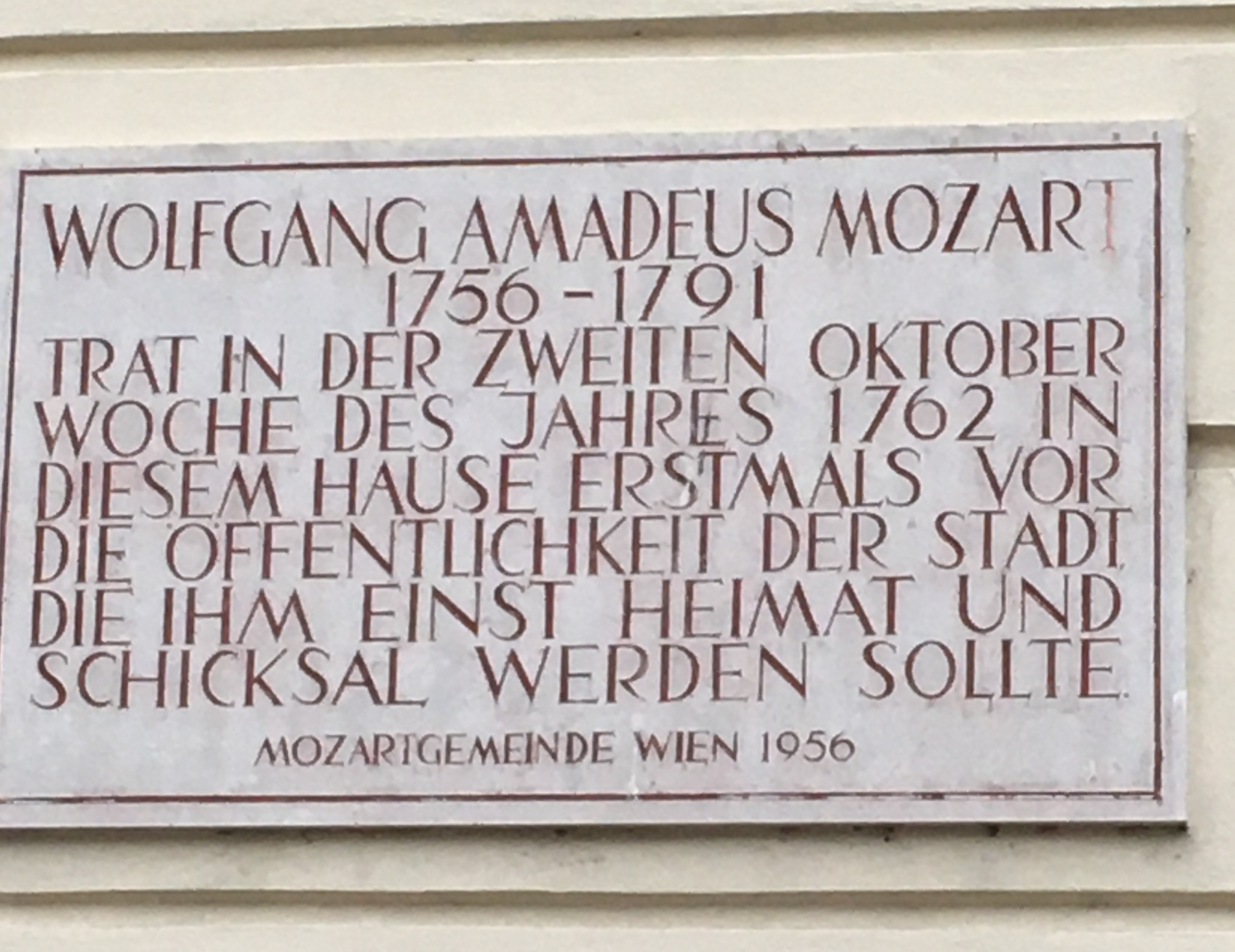
لوحة تذكارية على جدار قصر كولاتيو لعرض موتسارت الموسيقي الاول في فيينا

حينما بلغت نانيرل السابعة، شرع والدها في تعليمها دروسًا في العزف على لوحة المفاتيح، في حين ينظر أماديوس إلى الآلة بافتتان وهو في الثالثة من عمره، وقد صرحت أخته أنه في تلك السن «كان يقضي وقتاً طويلاً على آلة الكلافير (كيبورد) يعزف الأثلاث، وقد كان يعزف شيئاً جيداً وهو مستمتع». وأضافت: «في السن الرابعة، أخذ والدي يعطيه دروساً موسيقية كما لو أنها ألعاب، وهكذا استطاع تدريبه على عزف مقطوعات على الكلافير في بضعة دقائق، فكان يعزف بانطلاق في دقة عظيمة، منضبطاً في الإيقاع... وفي سن الخامسة بدأ تأليف قطع موسيقية، والتي كان يعزفها لوالده التي يدونها على الورق». ومن تلك المقطوعات Andante (K. 1a)و Allegro in C (K. 1b).
يقال أن موزارت كان مرهف الإحساس وعاشقاً النساء، فعندما أحيا حفلاً أمام ملكة إيطاليا قام بتحيتها وقبلها في عنقها، وكان يقبل أي امرأة تصادفه. حتى الخادمة كان يقبلها.

## بروز ذكائه
- بدأ موزارت ممارسة العزف في سن الرابعة.
- في سن السادسة بدأ بالمشاركة في الحفلات.
- في سن السابعة شارك موزارت في جولة موسيقية جابت أوروبا مع أسرته.
- في سن الـ 13 قام بتأليف أول أوبرا إيطالية له في حياته.[11]

في سنوات طفولته قامت عائلته بعدة رحلات إلى بلدان أوروبية، وبدا موزارت وأخته كما لو أنهم عباقرة صغار. استأنفت الرحلة بعرض في ميونيخ سنة 1762، كذلك في براغ وفيينا برفقة أبيهم الموسيقي ليوبولد موتسارت (1789-1719).
قابل موتسارت في هذه الرحلة العديد من الموسيقيين، لكن أكثرهم تأثيراً كان يوهان كريستيان باخ في لندن سنة 1765
أثناء هذه الرحلة، وتحديداً في إيطاليا، كتب موزارت أول موسيقاه.

## أعماله
برع موزارت في كافة أنواع التأليف الموسيقي تقريباً، منها 22 عملاً في الأوبرا و41 سيمفونية. اتسمت كثير من أعماله بالمرح والقوة، كما أنتج موسيقى جادة لدرجة بعيدة، من أهم أعماله السمفونية رقم 41 (جوبيتر) ودون جوفاني والناي السحري وكوزي فان توتي و 18 كونشرتو للبيانووآلات أخرى منها كونشرتو للكلارينيت.

## آلات موزارت الموسيقية
على الرغم من أن بعض مقطوعات موزارت المبكرة كانت مكتوبة لآلة الهاربسيكورد، إلا أنه تعرف أيضًا في سنواته الأولى على البيانو الذي صنعه فرانتس ياكوب شبيت [الألمانية]
 في ريغنسبورغ. وفي وقت لاحق عندما كان موزارت يزور أوغسبورغ، أعجب ببيانو شتاين وعبر عن ذلك في رسالة إلى والده. في 22 أكتوبر 1777 قدم موتزارت عرضه الأول لمقطوعة كونشرتو البيانو الثلاثي (ك.242) على آلات من صُنع شتاينK حيث أدى عازف أرجن كاتدرائية آوغسبورغ [الإنجليزية]
 دملر (بالألمانية: Demmler) الجزء الأول، وأدى موتسارت الجزء الثاني، ثم أدى شتاين الجزء الثالث. وقد اشترى موتسارت في عام 1783 أثناء إقامته في فيينا آلة من صُنع والتر. وقد أكد والده ليوبولد موتسارت في واحدة من رسائله ارتباط موتسارت القديم ببيانو والتر: «من المستحيل وصف الصخب والضجيج. لقد تم نقل بيانو أخيك القديم اثني عشر مرة على الأقل من منزله إلى المسرح أو إلى منزل شخص آخر.»

## المراحل المهمة في حياته
- 1770-1773 : زار موزارت إيطاليا 3 مرات وألف مسرحيتين أوبراليتين.
- 1774-1777 : عمل قائداً للأوركسترا في سالزبورغ وألف مزيداً من المسرحيات الأوبرالية
- 1780 : ألف أوبرا (أيدومينو) في ميونخ
- 1782 : تزوج كونستانس فيير ورزق منها بستة أطفال مات 4 وعاش ولدان - ألف أوبرا (انتفوهر ونغ اوس وديم سريال) في فيينا
- 1782-1786 : نظم موزارت 15 حفلة عزف فيها على البيانو
- 1786 : أوبرا (زواج فيجارو)
- 1787 : أوبرا (دون جيوفاني)
- 1779 : أوبرا (كوزي فان توتي)
- 1791 : أوبرا (الفلوت السحري)
- فهرس كوخل كان موزارت أول مؤلف موسيقي يضع فهرساً لأعماله التي نشرت للمرة الأولى عام 1862

## وفاته
بعد عدم توفر المال الكافي تدهورت أحواله الصحية كما المادية، إلى أن جاء شخص مجهول الهوية متنكرًا إلى موزارت، ويعتقد بعض المهتمين بحياة موزارت بأن ذاك الرجل المجهول هو المؤلف أنطونيو ساليري الذي كان يحقد عليه[بحاجة لمصدر]، وقد جاء إليه عارضاً مبلغًا كبيرًا من المال مقابل أن يؤلف له موسيقى القداس الجنائزى ريكويم (بالألمانية: Requiem). وافق موزارت وبدأ بالتأليف.
توفي يوم 5 ديسمبر 1791 بمرض الحمى ولم يكن قد انتهى من تلحين الجناز ويقال بأن أحد طلابه قام بتكملة القداس الجنائزي .
دِفن في مقبرة سانت ماركس على أطراف فيينا القديمة يوم 7 ديسمبر، وكانت القوانين التي سنّها القيصر يوزيف الثاني تقضي بتسليم جثث الموتى (غير الأغنياء وعلية القوم) عند بوابة المدينة لتدفن في المقبرة القريبة في قبور جماعية بدون حضور الأهالي (وهو إجراء لم يصمد طويلا)، وأقيم لموتسارت لاحقا نصبا تذكاريا في المكان الذي افترض فيه موقع دفنه.

## بعد وفاته

### تكريم
- بعد عدة قرون أصبحت موسيقى وصور موزارت تزين شوارع مدينة سالزبورغ
- أقامت بلدية فيينا في المبنى الذي يحتوي على شقة سكنها موتسارت متحف «بيت موتسارت - فيينا» الذي يضم قاعات عرض في عدة طوابق وفيها معروضات من متعلقات موتسارت

### سينما وتلفزيون
- فيلم أماديوس: في عام 1984 أنتج فيلم عن حياة موزارت، وفيه يدعم الإشاعات التي تقول أن سالييري كان سببا في موت موزارت، قام الممثل توم هولس في دور موزارت، والممثل موراي أبراهام في دور سالييري، ورشح الفيلم لـ53 جائزة وفاز بـ40 منها، منها ثماني جوائز أوسكار.

### اكتشاف سبب وفاة موزارت
المرض الذي أصيب به موزارت في أواخر أيامه، حسبما ذكرت الدورية الطبية بناء على الدراسة التي أجراها باحث هولندي على رأس فريق بحثي في جامعة أمستردام. فقد تفشى مرض التهاب البلعوم في مدينة فيينا، حيث كان يعيش الموسيقار الكبير عام 1791 وأدى إلى وفاة الكثيرين طبقاً للسجلات الرسمية للمدينة. تتطابق أعراض هذا المرض مع الأعراض التي عانى منها موزارت قبل وفاته، لذا فمن المرجح أن يكون هذا هو المرض الذي تغلب عليه في النهاية. فقد عاني موزارت حسب أقوال معاصريه من التهاب وحمى، تبعهما تورم شديد في منطقة الحلق وتلا ذلك تشنجات وطفح جلدي. وكل هذه الأعراض تنطبق على مرض التهاب البلعوم الذي يمكن أن يؤدي في النهاية إلى التهاب شديد في الكلى، ثم الوفاة. فقد ذكرت زوجة أخيه صوفي هايبل، أن الالتهاب في حلق موزارت كان شديدا بحيث أنه لم يكن يستطيع تحريك رأسه، حتى في السرير لكنه لم يغب أبداً عن الوعي ولم يفقد ذهنه الصافي أبدا.[تحقق من المصدر]